# 中之条町立中之条小学校
中之条町立中之条小学校（なかのじょうちょうりつ なかのじょうしょうがっこう）は、群馬県吾妻郡中之条町にある公立小学校。
中之条市街を南に望む丘の上に立地する。

## 沿革
- 2005年（平成17年）4月 - 伊参小学校を統合。
- 2015年（平成27年）
  - 4月 - 沢田小学校と名久田小学校を統合。
  - 時期不明 - 北校舎竣工。管理棟改修工事。
- 2018年（平成30年） - 南校舎特別教室にエアコン設置。

## 通学区域
大字中之条町、伊勢町、西中之条、青山、市城、山田、上沢渡、下沢渡、四万、折田、岩本、五反田、蟻川、大道、平、横尾、大塚、赤坂、栃窪
卒業生は基本的に中之条町立中之条中学校へ進学する。

## 周辺
- 群馬県立吾妻特別支援学校 - 同一建物内
- 中之条町立吾妻幼稚園 - 敷地が隣接
- 中之条町ツインプラザ
  - 図書館
  - 学習センター
- 林昌寺 - 中之条町道をはさんで敷地が隣接
- 中之条税務署
- 中之条町役場
- 中之条郵便局
- 群馬県立吾妻中央高等学校
- 国道145号
- 国道353号

## アクセス
- JR吾妻線中之条駅から、徒歩約320m・約5分（校門までの距離）。